# 나탈리아 고르디엔코
나탈리아 고르디엔코(우크라이나어: Наталія Гордієнко, 1987년 12월 11일 ~ )는 몰도바의 가수, 댄서이다. 유로비전 송 콘테스트 2006에 아르세니에 토디라슈와 함께 몰도바 대표로 참가했다. 그리고 몇 년 후인 2020년 대회에 단독 대표로 참가하려했으나 코로나19 범유행으로 인해 대회가 무산되면서 다음 해인 2021년 대회에 몰도바 대표로 한 번 더 참가하였다.

## 음반 목록
- Time (2011)
- Canuna de flori (2012)